# Die Liebe eines Sommers
Die Liebe eines Sommers ist ein US-amerikanischer Spielfilm aus dem Jahr 1968. Der Film entstand nach dem Roman A Jest of God von Margaret Laurence.

## Handlung
Die Lehrerin Rachel Cameron lebt in einer Kleinstadt in New England. Sie lebt gemeinsam mit ihrer verwitweten Mutter. Tag für Tag kümmert sie sich um ihre einsame Mutter und die Schulkinder. Ein weiterer Lebensinhalt existiert für Rachel nicht. Ihre engste Freundin ist die ebenfalls unverheiratete Lehrerin Calla Mackie. Calla Mackie sorgt dafür, dass die schüchterne Rachel zu einem Treffen geht, das von Reverend Wood organisiert wurde. Dort wird Rachel beeindruckt von einem Priester, der sie zu überzeugen versucht, ihre innersten Gefühle auch zu zeigen. Dies und die plötzlichen Avancen durch Calla Mackie führen sie fast an den Rand eines Nervenzusammenbruchs. Verwirrt gibt sie sich dem ehemaligen Schulfreund Nick Kazlik hin. Für die 35-jährige Frau ist die Begegnung mit Nick die erste sexuelle Erfahrung in ihrem Leben. Rachel träumt nun von einer romantischen Zukunft mit Nick Kazlik und wird von ihm bitter enttäuscht. Er beendet die Beziehung urplötzlich. Wenig später glaubt Rachel schwanger zu sein. Sie ist jedoch nicht erschüttert von dem zu erwartenden Kind und beschließt, ihr Leben neu zu gestalten. In Erwartung des Kindes möchte sie New England verlassen und das Kind außerhalb des sozialen Drucks der Kleinstadt gebären. Calla hilft ihr eine neue Stellung in Oregon zu bekommen. Als sich herausstellt, dass Rachel nicht schwanger ist, sondern eine Unterleibserkrankung hat, zeigt sich, dass Rachel durch die neuen Erfahrungen gestärkt ist. Sie verlässt auch ohne Erwartung eines Kindes die Heimat und zieht nach Oregon.

## Hintergrund
Die Dreharbeiten fanden im Bundesstaat Connecticut statt. Der Film kam im August 1968 in die US-amerikanischen Kinos und im November 1968 in die deutschen Kinos. Die Liebe eines Sommers war das Regiedebüt des Schauspielers Paul Newman.
Die englische Originalfassung ist 2009 auf DVD erschienen bei Warner Bros. Entertainment.

## Kritiken
„Liebenswerte Unterhaltung - von Paul Newman als Produzent und Regisseur ordentlich inszeniert, von seiner Ehefrau Joanne Woodward eindrucksvoll gespielt.“

„Das Thema wird von dem Schauspieler Paul Newman in seinem Regie-Debut in sehr einfühlsamer, subtiler Weise und zudem formal apart abgehandelt. Ab 18 zu empfehlen.“

## Auszeichnungen
Joanne Woodward und Paul Newman wurden 1969 mit einem Golden Globe Award für die Darstellung und die Regie ausgezeichnet. Ebenso erhielten sie den New York Film Critics Circle Award. Joanne Woodward und Estelle Parsons erhielten außerdem eine Oscarnominierung. Der Film wurde außerdem in den Kategorien Bester Film und Bestes Drehbuch für einen Oscar nominiert. Joanne Woodward erhielt außerdem 1969 eine Nominierung für den Britischen Filmpreis.